# Raport despre starea națiunii
Raport despre starea națiunii este un film românesc din 2004 regizat de Ioan Cărmăzan. Rolurile principale au fost interpretate de actorii Emil Hoștină, Irina Dinescu, Remus Mărgineanu.

## Distribuție
Distribuția filmului este alcătuită din:
- Virginia Rogin
- Nicolae Praida — Haralamb
- Rudy Rosenfeld — Arhivarul
- Emil Hoștină — Horațiu Mareș
- Gabriel Spahiu — Nebunul ”Eminescu”
- Lucia Mureșan — Marioara Zegrea
- Victor Rebengiuc — Nea Ciortan
- Valentin Teodosiu — Domnul
- Viorel Comănici — Ghiorlan
- Horațiu Mălăele
- Irina Dinescu — Cerasela
- Remus Mărgineanu — Costică Zegrea

## Primire
Filmul a fost vizionat de 389 de spectatori în cinematografele din România, după cum atestă o situație a numărului de spectatori înregistrat de filmele românești de la data premierei și până la data de 31 decembrie 2014 alcătuită de Centrul Național al Cinematografiei.